# Ludwig Halling
Ludwig Halling (* 31. Dezember 1882 in Usadel (Blumenholz); † nach 1933) war ein deutscher Justizbeamter und Politiker der Deutschen Demokratischen Partei (DDP).

## Leben
Halling war ab 1901 Justizanwärter für den mittleren Staatsdienst, ab 1905 dann Gerichtssekretär in verschiedenen Amtsgerichten. Im Ersten Weltkrieg arbeitete er in der Ersparnisanstalt Neustrelitz. 1918 wurde er Ministerialbeamter im Wirtschaftsamt des Staatsministeriums in Neustrelitz, bevor er im darauf folgenden Jahr Bürgermeister von Wesenberg wurde. Diesen Posten hatte er bis 1937 inne. Halling gehörte der Verfassunggebenden Versammlung und dem ersten ordentlichen Landtag von Mecklenburg-Strelitz an. Er war auch Vorsitzender des Beamtenbundes in Mecklenburg-Strelitz. 1925 verließ Halling die DDP, ab Sommer 1933 war er Mitglied der SA und des Opferrings der NSDAP. In Wesenberg bekleidete er später auch noch den Posten des Ortsgruppenverwalters der Nationalsozialistischen Volkswohlfahrt.